# مسجد دار الأمان
مسجد دار الأمان (بالتايلندية: มัสยิดดารุลอามาน، بالإنجليزية: Darunaman Mosque ) يقع المسجد في طريق ايسارابارب، يعد المسجد أكبر المساجد في محافظة تشيانغ ري في تايلند، وكان المسجد واحد من العديد من المساجد في شمال تايلاند والتي بناها هوي وهم قومية مسلمة يتواجدون في الصين، والمعروفين أيضا باسم تشين هاو باللغة التايلاندية .

## التصميم
المبنى الجديد افتح في السابع والعشرين من شهر ديسمبر من عام 2009 ليحل محل المبنى القديم، ويظهر في البناء خليط كبير بين العمارة الصينية والعمارة الإسلامية، ويتأثر الهيكل الرئيسي إلى حد كبير بالعمارة الفارسية مع الزخارف الصينية، تم بناء المنارتين والمأذنتين التي يحويهما المسجد والجناحين الصينييين الصغيرين بدلا من القبة الإسلامية النموذجية التي كان يحويها المسجد، وبلغت التكلفة الإجمالية نحو 20 مليون بات تايلاندي.

## الصور

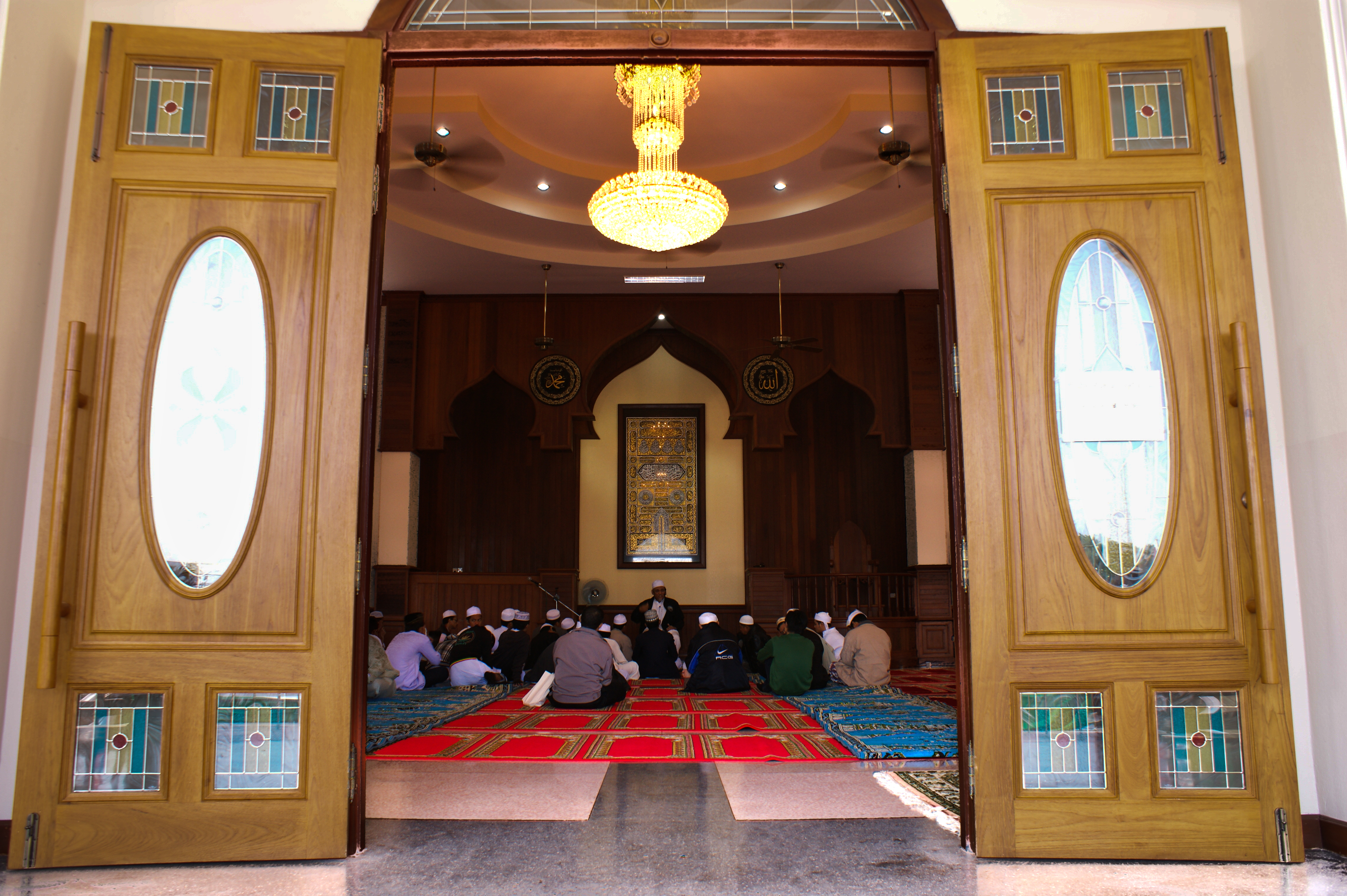
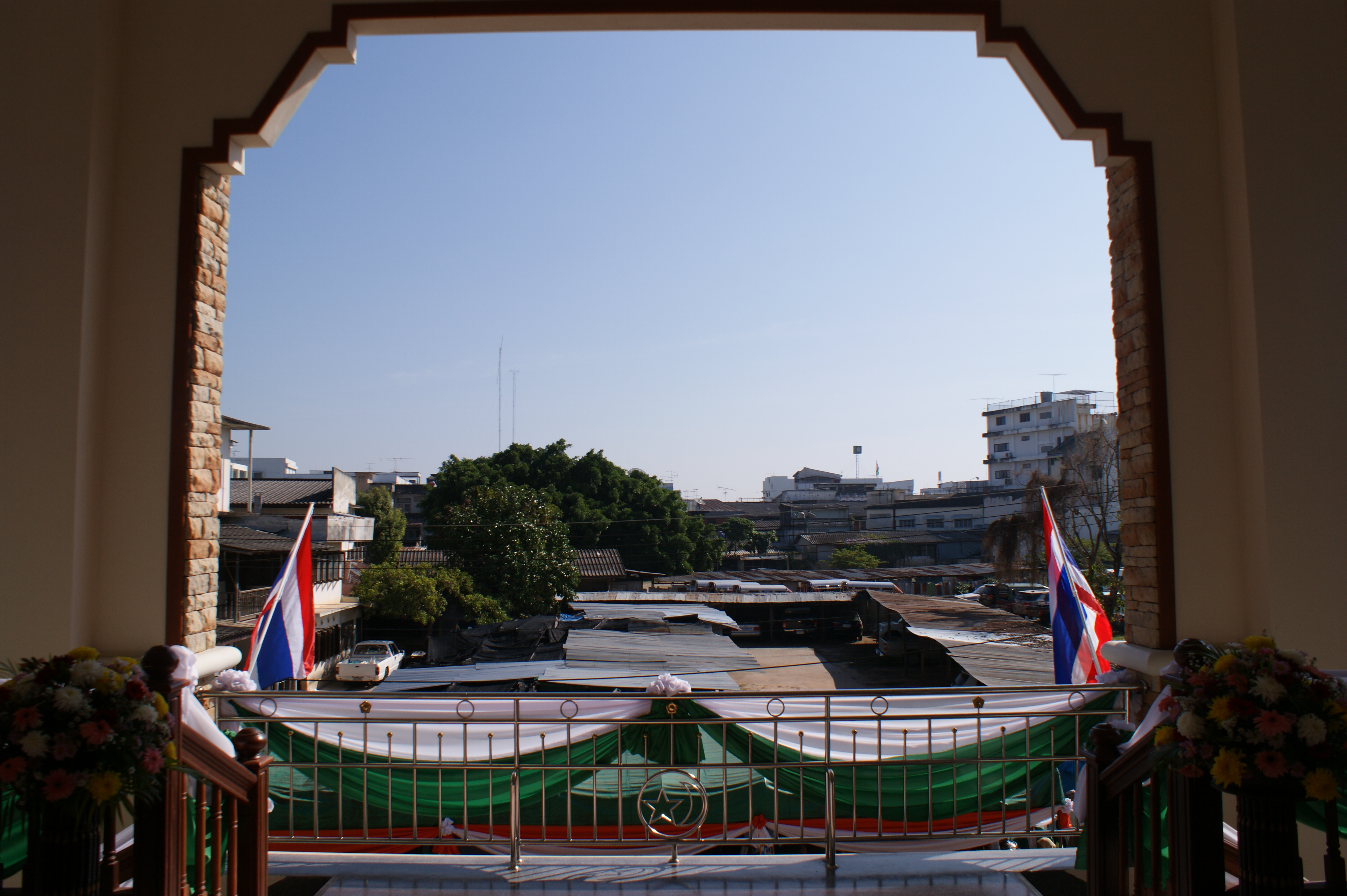
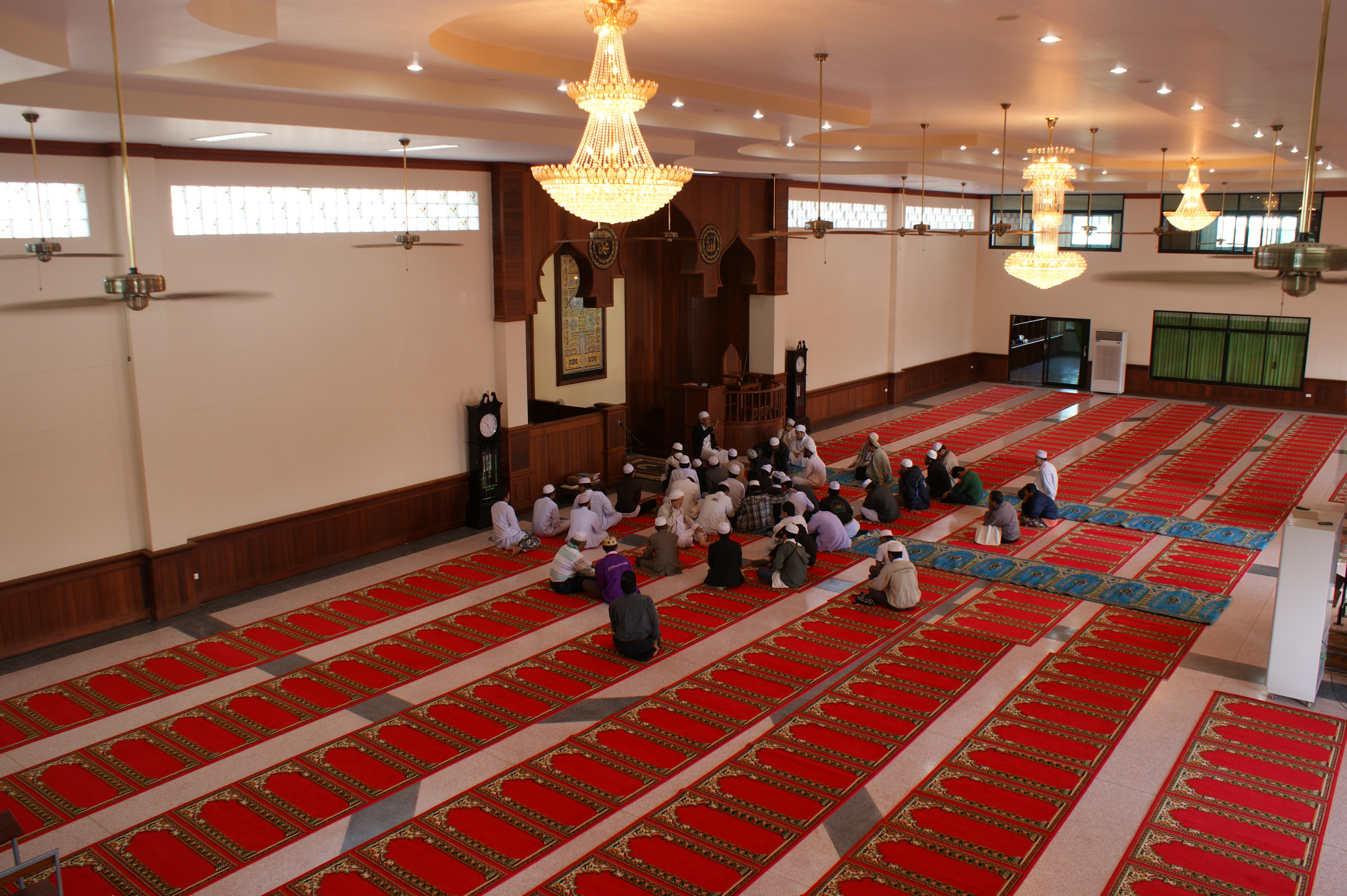
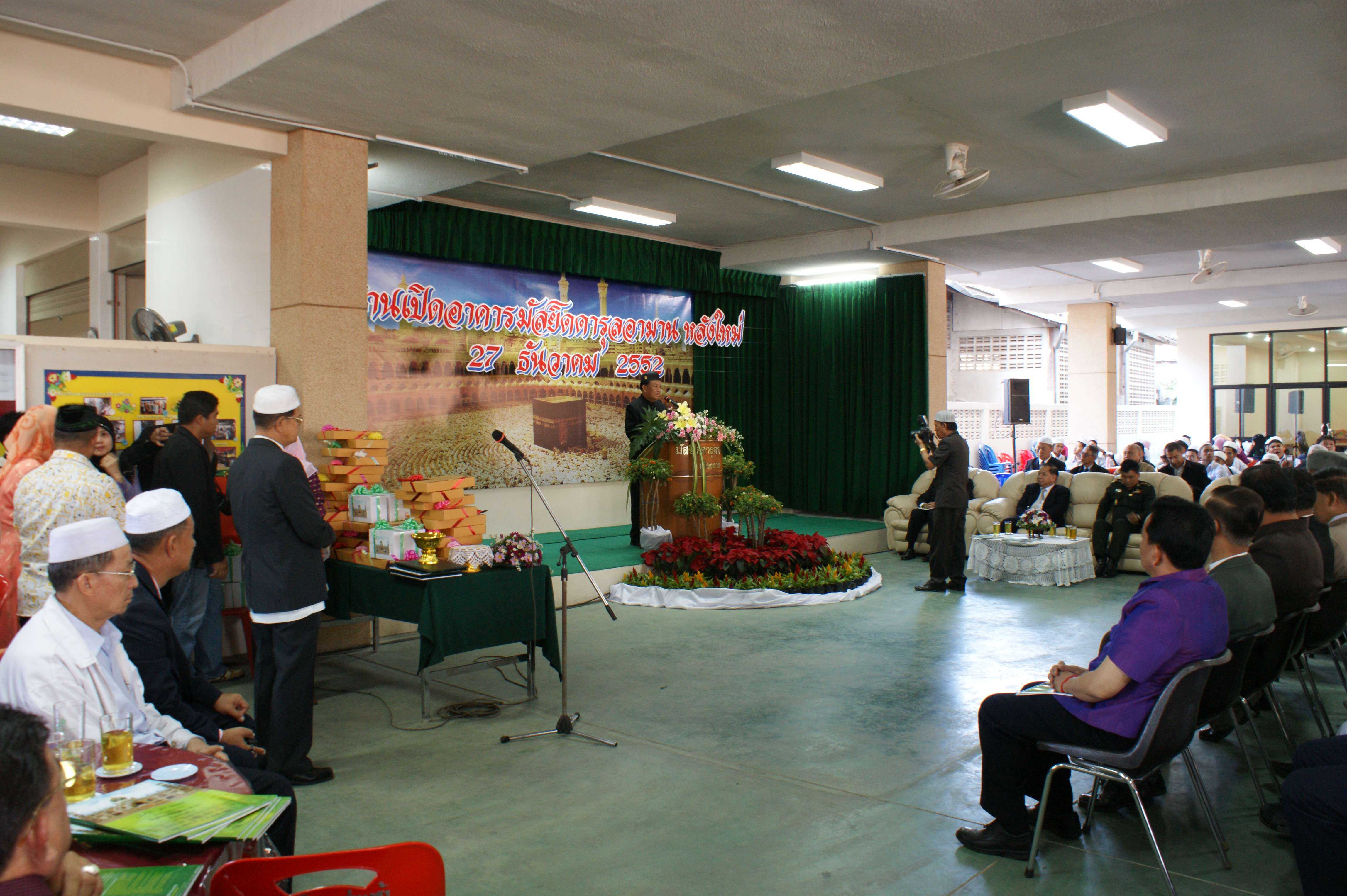

## وصلات خارجية
- البوم صور مسجد دار الأمان